# Маладаптација
Маладаптација је рђаво прилагођавање, неуспела реакција на сложене услове живота било у психолошком, социјалном или психо-социјалном погледу. Такође, код животиња немогућност прилагођавања на климатске и друге услове неке средине.